# أسيتات الحديد الثلاثي
 أسيتات الحديد الثلاثي  كما يعرف بأسيتات الحديد القاعدية عبارة عن مركب كيميائي له الصيغة Fe3O(OAc)6(H2O)3]OAc، حيث يتألف من OAc رمز شاردة الأسيتات السالبة (أنيون) -CH3CO2 ،والشاردة الموجبة (كاتيون) +Fe3O(OAc)6(H2O)3 ، والتي تكون فيها كل ذرة حديد مرتبطة مع ست ذرات أكسجين، بما في ذلك ذرة الأكسجين المركزية المرتبطة مع ثلاث ذرات حديد.
يمكن لربيطة الماء أن تستبدل بإحدى قواعد لويس مثل البيريدين.
يؤدي اختزال المركب إلى تشكل مركب يحوي كل من حالتي أكسدة الحديد الثنائية والثلاثية، كما يمكن أن يدخل فلز آخر بجانب الحديد مثل الكوبالت في المركب التالي [Fe2CoO(OAc)6(H2O)3]، وهو مركب معتدل الشحنة.
على العموم فإن الأسيتات تثبت البنية الحاوية على أكثر من فلز بأكثر من عدد أكسدة، مثل أسيتات الكروم الثنائي وأسيتات النحاس الثنائي وأسيتات البيريليوم القاعدية.